# No Name Radio
No Name Radio è una radio a target 15-24 della Rai. Nasce il 19 dicembre 2022 succedendo a Rai Radio Indie.
Il canale propone un’offerta musicale incentrata su rap/trap/hip hop/indie ed elettronica. In onda in diretta dal nuovo Metastudio di Via Asiago a Roma, è condotto da giovani speaker emergenti prevalentemente nati dopo il 2000. Durante il 2023, il canale è stato partner di molti festival ed eventi della scena musicale attuale.
La radio, la cui responsabilità è affidata a Sara Del Caldo, dal 2023 fa parte della Direzione Radio digitali specializzate e podcast, il cui direttore è Marco Lanzarone.

## Loghi

In uso dal 19 dicembre 2022